# Тутракан (община)
Община Тутракан е разположена в Североизточна България и е една от съставните общини на област Силистра.

## География

### Географско положение, граници, големина
Общината е разположена в най-западната част на област Силистра. С площта си от 448,345 km2 заема 4-то място сред 7-те общините на областта, което съставлява 15,75% от територията на областта. Границите ѝ са следните:
- на изток – община Главиница;
- на югоизток – община Дулово;
- на юг – община Кубрат и община Завет, област Разград;
- на запад – община Сливо поле, област Русе;
- на север – Румъния.

### Природни ресурси

#### Релеф
Община Тутракан се намира в северната част Източната Дунавска равнина. Релефът е равнинен и ниско хълмист, наклонен на север с преобладаваща надморска височина от 150 m на юг до 50 m на север, набразден от дълбоки (на места над 80 m) спрямо околния терен суходолия. Южните райони на общината са заети от крайните северни части на Лудогорското плато, като на север границата му не е точно фиксирана. Максималната височина на общината се намира в най-южната ѝ част, югоизточно от село Бреница – 202,2 m н.в., а най-ниската – 12 m н.в., на брега на река Дунав, североизточно от село Дунавец. В западния район на общината се простира източната част на обширната Бръшлянска низина (най-голямата крайдунавска низина в България), като тук надморската височина е от 13 – 14 m на север до 40 – 50 m на юг.

#### Води
По северната граница на общината с Румъния на протежение от 34 km (от km 419 до km 453, километрите се броят от устието нагоре по реката) преминава част пот долното течение на река Дунав. На останалата част от територията на община Тутракан липсват повърхностно течащи води. При силни дъждове и при топенето на снеговете по суходолията протичат водни течения, които по-късно и през лятото пресъхват. При поройни дъждове водите прииждат с голяма сила и унищожават всичко в коритата си. През нея преминава едно голямо суходолие, дълбоко всечено сред околния терен – суходолието на река Царацар (Демирбаба, Крапинец, най-голямата река в Лудогорието, десен „приток“ на Дунав). То навлиза в пределите на общината южно от село Преславци на 66 m н.в. и с множество меандри се насочва на запад. Минава южно от селата Белица и Варненци и югозападно от последното достига границата с община Кубрат. След това завива на северозапад по границата с община Кубрат и отново навлиза изцяло в община Тутракан, вече със северна посока. Минава през село Старо село и навлиза в югоизточната част на Бръшлянската низина. Тук коритото му се изгубва в изградените множество напоителни и отводнителни канали. Преди тяхното изграждане суходолието е продължавало на север и се е „вливало“ в река Дунав западно от Тутракан, срещу остров Калимок, на 438 km.
На територията на община Тутракан има изградени няколко микроязовира (по-големи: „Антимово“, „Белица 1 и 2“, „Преславци“, „Боблъка“ и др.), водите на които се използват основно за напояване на обширните земеделски земи в региона.

### Населени места
Общината се състои от 15 населени места. Списък на населените места, подредени по азбучен ред, население и площ на землищата им:
| Населено място | Пребр. на населението през 2021 г. | Площ на землището (в км2) | Забележка (старо име)           | Населено място | Пребр. на населението през 2011 г. | Площ на землището (в км2) | Забележка (старо име)           |
| Антимово       | 33                                 | 17,397                    | Кузгун                          | Старо село     | 695                                | 64,662                    |                                 |
| Белица         | 464                                | 33,937                    |                                 | Сяново         | 40                                 | 18,453                    | Сеново                          |
| Бреница        | 173                                | 17,212                    | Кара Мехмед                     | Тутракан       | 7040                               | 64,444                    |                                 |
| Варненци       | 267                                | 21,743                    | Денизлер                        | Търновци       | 290                                | 16,687                    | Саръ гьол                       |
| Дунавец        | 6                                  | 17,625                    | Спанчов                         | Царев дол      | 43                                 | 11,842                    | Вис кьой                        |
| Нова Черна     | 1236                               | 49,471                    | Турски Смил                     | Цар Самуил     | 1058                               | 41,961                    | Кютюклии                        |
| Пожарево       | 86                                 | 29,725                    | Косуй Българ, Генерал Драганово | Шуменци        | 354                                | 28,652                    | Дайдър                          |
| Преславци      | 393                                | 14,434                    | Ендже кьой                      | ОБЩО           | 12178                              | 448,345                   | няма населени места без землища |

## Административно-териториални промени
- Указ № 36/обн.08.02.1906 г. – преименува с. Кузгун на с. Антимово;
- МЗ № 2191/обн. 27.06.1942 г. – преименува с. Сияхлар на с. Ангелово;

– преименува с. Салихлер на с. Братимир;
– преименува с. Кара Мехмед (Карамехметлер) на с. Бреница;
– преименува с. Денизлер на с. Варненци;
– преименува с. Косуй Българ (Български косуй) на с. Генерал Драганово;
– преименува с. Спанчов на с. Дунавец;
– преименува с. Турски Смил (Тюрк Смил) на с. Нова Черна;
– преименува с. Меше махле на с. Полковник Бананово;
– преименува с. Ендже кьой на с. Преславци;
– преименува с. Калимок на с. Радецки;
– преименува с. Чауш махле на с. Софийци;
– преименува с. Саръ гьол на с. Търновци;
– преименува с. Вис кьой на с. Царев дол;
– преименува с. Дайдър на с. Шуменци;
- МЗ № 3775/обн. 07.12.1934 г. – преименува с. Кютюклии на с. Цар Самуил;
- МЗ № 3034/обн. 10.02.1944 г. – заличава с. Радецки и го присъединява като квартал на гр. Тутракан;
- МЗ № 5011/обн. 15.08.1947 г. – преименува с. Генерал Драганово на с. Пожарево;
- Указ № 107/обн. 13.03.1951 г. – преименува с. Полковник Бананово на с. Дъбравица;
- Указ № 148/обн. 29.05.1956 г. – заличава с. Дъбравица и го присъединява като квартал на с. Варненци;

– заличава с. Софийци и го присъединява като квартал на с. Царев дол;
- Указ № 582/обн. 29.12.1959 г. – заличава с. Ангелово и го присъединява като квартал на с. Старо село;
- Указ № 57/обн. 05.02.1965 г. – заличава с. Братимир поради изселване;
- Указ № 959/обн. 28.12.1965 г. – повторно заличава с. Радецки и го присъединява като квартал на гр. Тутракан;
- Указ № 960/обн. 4 януари 1966 г. – уточнява името на с. Сеново на с. Сяново.

## Население
Численост на населението според преброяванията през годините:
| Година на преброяване | Численост |
| 1934                  | 22 433    |
| 1946                  | 23 348    |
| 1956                  | 26 738    |
| 1965                  | 25 741    |
| 1975                  | 24 698    |
| 1985                  | 23 453    |
| 1992                  | 21 774    |
| 2001                  | 19 306    |
| 2011                  | 15 374    |
| 2021                  | 12 178    |

### Етнически състав
Преброяване на населението през 2011 г.
Численост и дял на етническите групи според преброяването на населението през 2011 г., по населени места (подредени по численост на населението):
| Населено място | Численост | Численост | Численост | Численост | Численост | Численост           | Численост     | Населено място | Дял (в %) | Дял (в %) | Дял (в %) | Дял (в %) | Дял (в %)           | Дял (в %)     |
| Населено място | Общо      | Българи   | Турци     | Цигани    | Други     | Не се самоопределят | Не отговорили | Населено място | Българи   | Турци     | Цигани    | Други     | Не се самоопределят | Не отговорили |
| Общо           | 15 374    | 9716      | 3862      | 742       | 41        | 84                  | 929           | 100.00         | 63.19     | 25.12     | 4.82      | 0.26      | 0.54                | 6.04          |
| -------------- | --------- | --------- | --------- | --------- | --------- | ------------------- | ------------- | -------------- | --------- | --------- | --------- | --------- | ------------------- | ------------- |
| Тутракан       | 8641      | 6401      | 1653      | 232       | 31        | 64                  | 260           | Тутракан       | 74.07     | 19.12     | 2.68      | 0.35      | 0.74                | 3.00          |
| Нова Черна     | 1574      | 654       | 363       | 481       |           |                     | 63            | Нова Черна     | 41.55     | 23.06     | 30.55     |           |                     | 4.00          |
| Цар Самуил     | 1398      | 220       | 606       | 8         |           |                     | 562           | Цар Самуил     | 15.73     | 43.34     | 0.57      |           |                     | 40.20         |
| Старо село     | 899       | 894       |           |           |           |                     | 0             | Старо село     | 99.44     |           |           |           |                     | 0.00          |
| Белица         | 594       | 588       |           |           | 4         |                     | 1             | Белица         | 98.98     |           |           | 0.67      |                     | 0.16          |
| Шуменци        | 514       | 309       | 200       |           |           |                     | 3             | Шуменци        | 60.11     | 38.91     |           |           |                     | 0.58          |
| Преславци      | 493       |           | 492       | 0         |           |                     | 0             | Преславци      |           | 99.79     | 0.00      |           |                     | 0.00          |
| Търновци       | 378       |           | 356       |           |           |                     | 6             | Търновци       |           | 94.17     |           |           |                     | 1.58          |
| Варненци       | 321       | 297       |           | 19        |           |                     | 0             | Варненци       | 92.52     |           | 5.91      |           |                     | 0.00          |
| Бреница        | 235       | 25        | 177       |           |           |                     | 32            | Бреница        | 10.63     | 75.31     |           |           |                     | 13.61         |
| Пожарево       | 136       | 134       |           | 0         |           |                     | 0             | Пожарево       | 98.52     |           | 0.00      |           |                     | 0.00          |
| Сяново         | 75        | 70        | 4         | 0         | 0         | 0                   | 1             | Сяново         | 93.33     | 5.40      | 0.00      | 0.00      | 0.00                | 1.35          |
| Антимово       | 52        | 48        | 4         | 0         | 0         | 0                   | 0             | Антимово       | 92.30     | 7.69      | 0.00      | 0.00      | 0.00                | 0.00          |
| Царев дол      | 50        | 48        |           | 0         |           |                     | 1             | Царев дол      | 96.00     |           | 0.00      |           |                     | 2.00          |
| Дунавец        | 14        | 14        | 0         | 0         | 0         | 0                   | 0             | Дунавец        | 100.00    | 0.00      | 0.00      | 0.00      | 0.00                | 0.00          |

### Вероизповедания
Численост и дял на населението по вероизповедание според преброяването на населението през 2011 г.:
|                     | Численост | Дял (в %) |
| Общо                | 15 374    | 100.00    |
| Православие         | 8081      | 52.56     |
| Католицизъм         | 50        | 0.32      |
| Протестантство      | 79        | 0.51      |
| Ислям               | 3094      | 20.12     |
| Друго               | 16        | 0.10      |
| Нямат               | 465       | 3.02      |
| Не се самоопределят | 1302      | 8.46      |
| Непоказано          | 2287      | 14.87     |

## Политика

### Награди на Община Тутракан
- Победител в онлайн конкурса „Кмет на годината, 2017“, раздел „малки общини“. Приз за кмета д-р Димитър Стефанов за цялостната дейност през годината във всички сфери на работа на ръководената от него местна администрация.

## Транспорт
През общината преминават частично 4 пътя от Републиканската пътна мрежа на България с обща дължина 62,4 km:
- участък от 32,1 km от Републикански път II-21 (от km 34,3 до km 66,4);
- последният участък от 10,2 km от Републикански път II-49 (от km 89,1 до km 99,3);
- последният участък от 16,2 km от Републикански път III-205 (от km 63,6 до km 79,8);
- началният участък от 3,9 km от Републикански път III-2104 (от km 0 до km 3,9).

## Топографски карти
- Лист от карта K-35-5. Мащаб: 1 : 100 000.
- Лист от карта K-35-6. Мащаб: 1 : 100 000.
- Лист от карта L-35-137. Мащаб: 1 : 100 000.
- Лист от карта L-35-138. Мащаб: 1 : 100 000.